# Buda (Berzunți), Bacău
Buda este un sat în comuna Berzunți din județul Bacău, Moldova, România. La recensământul din 2002 avea o populație de 563 locuitori.
Se învecinează cu satele Berzunți și Cernu.
Relieful este caracteristic dealurilor înalte, formate din roci sedimentare cutate. Climatul este cel de dealuri înalte, temperatura medie anuală fiind de 8 grade Celsius. Aici se află mănăstirea Sfântului Sava.